# Oberhasenberg
Oberhasenberg ist ein Einzelgut auf der Gemarkung von Eckartsberg in der Gemeinde Mittelherwigsdorf, Landkreis Görlitz. Zusammen mit den beiden unteren Hasenberggütern bilden es den Weiler Hasenberg.

## Geografie

### Lage
Oberhasenberg liegt im südlichen Teil des Landkreises im Zittauer Becken in der Östlichen Oberlausitz. Das Gut befindet sich auf einer, der Herwigsdorfer Höhe vorgelagerten kleinen Kuppe, die nach Osten zum Tal des Eckartsbaches und südlich zum Tal des Hasenbergwasser abfällt. Westlich befindet sich, bereits auf Mittelherwigsdorfer Flur, der Hasenbergspeicher. Nördlich erhebt sich der Höllberg.

### Nachbarorte
| Oberherwigsdorf   | Oberseifersdorf                             | Vierhäuser, Eckartsberg |
| Mittelherwigsdorf | Kompassrose, die auf Nachbargemeinden zeigt | Eckartsberg             |
|                   | Hasenberg                                   | Zittau                  |

## Geschichte
Die erste Erwähnung des Vorwerkes „Hatzenfleck“ erfolgte 1391 als Besitz des Zittauer Bürgers Hallstein. Seit Beginn des 17. Jahrhunderts wurde das Gut als „Oberhasenberg“, später gelegentlich auch als „Oberer Hasenberg“ bezeichnet.
Oberhasenberg gehörte immer zur Gemeinde Eckartsberg und war das größte der 20 Eckartsberger Güter. Alte Steuerregister weisen eine ursprüngliche Größe von vier Hufen und sechs Ruten aus. Zu seinen Fluren gehörten auch die wegen des dort zu Tage tretenden Basalts nur als Hutung nutzbaren Hölleberge. 1668 wurde ein Teil der Fluren über dem Steilhang der Eckartsbachschlucht ausverkauft und dort die Häuslersiedlung Lehdegärten angelegt.
Im Juli und August 1813 ließen die während der Napoleonischen Kriege am Höllberg lagernden Franzosen an der Lindenallee vom Schleekretscham nach Oberhasenberg Schanzen errichten. Am 19. August 1813 besuchte Napoleon Bonaparte das Lager am Höllberg. In den Jahren 1866–1867 wurde auf der westlichen Hofseite ein neues Wohngebäude errichtet. Die Besitzer von Oberhasenberg nutzten das Gut als Sommersitz. Zur „Insel“ wurde ein  hölzerner Steg angelegt. Südlich des Gutes entstand eine Villa mit Lustgarten. Am 13. Juli 1873 brannte die aus Parchwand bestehende strohgedeckte Scheune nach einem Blitzeinschlag wegen Löschwassermangels nieder.
In den 1970er Jahren wurde das Hasenbergwasser westlich von Oberhasenberg angestaut. Der neugeschaffene Hasenbergspeicher war als Reservoir zur Bewässerung der Blumenkohlfelder der GPGs Edelweiß und Hasenberg vorgesehen. Da die Zuflüsse aus dem Hasenbergwasser nicht ausreichten, wurde 1978 eine Fernwasserleitung hergestellt, über die Grubenwasser aus dem Tagebau Olbersdorf in den Hasenbergspeicher gepumpt wurde. Im Zuge des größten Beregnungsprojektes im Bezirk Dresden wurde ab 1978 ausgehend vom Hasenberg ein knapp 20 km langes Rohrnetz mit 900 Hydranten über die Herwigsdorfer Höhe bis zum Kummersberg angelegt, über das mittels 600 m breiten Rollregnern anfänglich 300 ha Gemüseanbaufläche bewässert wurden.

### Besitzer
Das Gut Oberhasenberg gehörte Zittauer Bürgern und war lange Zeit mit dem Gut Radgendorf verbunden.
- ab 1391: Familie Hallstein bzw. Haldenstein
- 1609: Christoph Nesen auf Radgendorf
- 1626–1631: Andreas Winziger auf Radgendorf, Pastor in Zittau
- 1641–1657: Caspar Hartranft auf Radgendorf, Stadtrichter in Zittau
- ab 1657: dessen Tochter Anna Rosine Hartranft
- ab 1662: Georg Förster aus Eckartsberg
- 1665–1705: Andreas Räthelt, Stadtrichter in Zittau
- ab 1705: dessen Witwe Johanne Dorothea, geborene Birnbaun
- 1708–1732: Johann Benedict Carpzov, Bürgermeister von Zittau
- ab 1732: Johann Siegmund Müller
- ab 1768: Johann Georg Berndt, Kaufmann in Zittau
- ab 1770: Carl Gottlieb Döring
- ab 1806: Johann Gottlieb Döring
- ab 1849: Louis Ferdinand Döring und Ernst Julius Döring
- ab 1852: Louis Ferdinand Döring

## Beschreibung
Das Gut Oberhasenberg besteht aus dem denkmalgeschützten Vierseithof „Am Hasenberg 1“. An der Westseite des Hofes befindet sich die abgegangene Wasserburg Hasenberg.

## Trivia
Am 6. Mai 1603 wurde ein böhmischer Reisender, der zum Schafkauf in der Oberlausitz weilte, von den Söhnen des Oberseifersdorfer Lehrers, Hans und Tobias Lochmann sowie einem Schneider aus Eckartsberg, die er im Eckartsberger Schleekretscham kennengelernt hatte, nach Oberhasenberg gelockt und auf dem Wege dahin in einem Birkenwäldchen an den Höllbergen ermordet und ausgeraubt. Von den flüchtigen Mördern konnte nur Tobias Lochmann eingefangen werden, er wurde am 14. März 1605 in Zittau hingerichtet. Das 1852 gerodete Wäldchen bei den Lehdegärten wurde nach der Tat als „Mörderbusch“ bezeichnet.
Anfang Juli 1873 wurde das ansonsten fern allem Ausflugsverkehrs gelegene Gut von zahlreichen Ausflüglern aufgesucht, um einen dort niedergegangenen Ballon mit 132 Ellen und der Aufschrift „Weltausstellung 1873“ zu besichtigen. Die angeblich vom Gutspächter L. G. Schäfer aufgegebene Einladung zur Besichtigung erschien zuerst in der Ausgabe Nr. 151 der „Zittauer Nachrichten“, die Meldung wurde danach von mehreren Zeitungen bis nach Berlin und Hamburg weiterverbreitet. Am nächsten Tag widerriefen die „Zittauer Nachrichten“ die Nachricht als Zeitungsente und druckten zudem eine Annonce Schäfers ab, in der er dem Urheber der Falschmeldung empfahl, solche Einfälle künftig einer Restauration zukommen zu lassen.